# Freeman de Houelle
Freeman de Houelle född 1 juli 2015, är en fransk varmblodig travhäst som tränades av Franck Leblanc och reds av Éric Raffin.
Han började tävla i augusti 2018 och inledde med tre raka tredjeplatser innan han tog sin första seger i fjärde starten. Han sprang in 763 880 euro på 61 starter, varav 12 segrar och 5 andraplatser samt 9 tredjeplatser. Den största segern kom i Prix de l'Île-de-France (2022).
Han har även segrat i Prix Louis Le Bourg (2019), Prix Jacques Andrieu (2021), Prix Louis Forcinal (2021), Prix Cornelia (2021), Prix Antigone (2021) och Prix Paul Delanoe (2022). Samt på andraplats i Prix du Président de la République (2019), Prix du Calvados (2021), Prix du Pontavice de Heussey (2021, 2022), Prix Roger Ledoyen (2022) och på tredjeplats i Prix Hénri Balliere (2019), Prix des Centaures (2021), Prix Henri Desmontils (2021), Prix Edmond Henry (2021), Prix Auguste François (2021) och Prix Guillaume de Bellaigue (2022).

## Statistik
| Statistik för Freeman de Houelle (Ref.) | Statistik för Freeman de Houelle (Ref.) | Statistik för Freeman de Houelle (Ref.) | Statistik för Freeman de Houelle (Ref.) | Statistik för Freeman de Houelle (Ref.) | Statistik för Freeman de Houelle (Ref.) |
| --------------------------------------- | --------------------------------------- | --------------------------------------- | --------------------------------------- | --------------------------------------- | --------------------------------------- |
| Starter                                 | Placeringar                             | Startprissumma                          | Segerprocent                            | Platsprocent                            | Rekord                                  |
| 61                                      | 12-5-9                                  | 763 880 euro                            | 20 %                                    | 43 %                                    | 1.10,1ak,                               |

### Större segrar
| År   | Lopp                    | Kusk              | Vinstbelopp | Grupp   |
| ---- | ----------------------- | ----------------- | ----------- | ------- |
| 2019 | Prix Louis Le Bourg     | Yoann Lebourgeois | 54 000 EUR  | Grupp 2 |
| 2021 | Prix Jacques Andrieu    | Éric Raffin       | 54 000 EUR  | Grupp 2 |
| 2021 | Prix Louis Forcinal     | Éric Raffin       | 54 000 EUR  | Grupp 1 |
| 2021 | Prix Cornelia           | Éric Raffin       | 40 500 EUR  | Grupp 3 |
| 2021 | Prix Antigone           | Éric Raffin       | 40 500 EUR  | Grupp 3 |
| 2022 | Prix de l'Île-de-France | Éric Raffin       | 90 000 EUR  | Grupp 1 |
| 2022 | Prix Paul Delanoe       | Éric Raffin       | 40 500 EUR  | Grupp 3 |